# Monsieur Ripois
Monsieur Ripois (prt: O Grande Conquistador) é um filme de drama francês de 1954 dirigido e escrito por René Clément. Estrelado por Louis Hemon, Gérard Philipe, Valerie Hobson, Joan Greenwood e Margaret Johnston, venceu o Prêmio do Júri do Festival de Cannes.

## Elenco
- Gérard Philipe - Andre Ripois
- Natasha Parry - Patricia
- Valerie Hobson - Catherine Ripois
- Joan Greenwood - Norah
- Margaret Johnston - Anne
- Germaine Montero - Marcelle
- Percy Marmont - pai de Catherine
- Diana Decker - Diana
- Bill Shine - Pub Barman